# El cielo puede esperar (programa de televisión)
El cielo puede esperar es un programa de humor presentado por Alberto Casado. Se estrenó en #0 de Movistar+ el 20 de mayo de 2019. El título del programa se basa en la película hómonima de Warren Beatty.

## Formato
En este programa los famosos "morirán" después de sufrir accidentes ficticios y después en el limbo tendrán ocasión de asistir a su propio sepelio donde estarán amigos y familiares del fallecido.

## Equipo del programa

### Presentadores
- Dani Piqueras (2019)
- Alberto Casado (2019-2020)

### Colaboradores
- Emilio Gavira como Marcelo (2019-2020)

## Temporadas y programas
| Temporada | Temporada | Programas | Estreno                 | Final                | Audiencias |
| --------- | --------- | --------- | ----------------------- | -------------------- | ---------- |
|           | 1         | 6         | 20 de mayo de 2019      | 24 de junio de 2019  |            |
|           | 2         | 8         | 30 de diciembre de 2019 | 4 de octubre de 2020 |            |
| Total     | Total     |           | 2019                    | 2020                 |            |

### Primera temporada
| Programa | Programa | Fecha               | Fallecido       | Audiencia |
| -------- | -------- | ------------------- | --------------- | --------- |
| 1        | 1        | 20 de mayo de 2019  | Leiva           |           |
| 2        | 2        | 27 de mayo de 2019  | Ana Belén       |           |
| 3        | 3        | 3 de junio de 2019  | Arturo Valls    |           |
| 4        | 4        | 10 de junio de 2019 | Javier Sardá    |           |
| 5        | 5        | 17 de junio de 2019 | Antonio Resines |           |
| 6        | 6        | 24 de junio de 2019 | Patricia Conde  |           |

### Segunda temporada
| Programa | Programa | Fecha                    | Fallecido           | Audiencia |
| -------- | -------- | ------------------------ | ------------------- | --------- |
| 7        | 1        | 30 de diciembre de 2019  | Cristina Pedroche   |           |
| 8        | 2        | 6 de enero de 2020       | Estopa              |           |
| 9        | 3        | 13 de enero de 2020      | María Teresa Campos |           |
| 10       | 4        | 20 de enero de 2020      | Blanca Suárez       |           |
| 11       | 5        | 13 de septiembre de 2020 | Pepe Rodríguez      |           |
| 12       | 6        | 20 de septiembre de 2020 | Javier Gutiérrez    |           |
| 13       | 7        | 27 de septiembre de 2020 | Juanra Bonet        |           |
| 14       | 8        | 4 de octubre de 2020     | Rozalén             |           |